# Peter Blangé
Peter Blangé (* 9. prosince 1964 Voorburg) je bývalý nizozemský volejbalista. S nizozemskou mužskou volejbalovou reprezentací získal zlato (1996) a stříbro (1992) na olympijských hrách. Z mistrovství světa má stříbro z roku 1994. Evropský šampionát jednou vyhrál (1997), dvakrát skončil druhý (1993, 1995) a dvakrát třetí (1989, 1991). Za národní tým odehrál celkem 500 utkání. Dařilo se mu i na klubové úrovni, s italským Trevisem vyhrál Ligu mistrů (1999) a Challenge Cup (1998), týmem Pallavolo Parma dvakrát Challenge Cup (1992, 1995). V roce 2011 byl uveden do Mezinárodní volejbalové síně slávy. Po skončení hráčské kariéry se stal trenérem, v letech 2006-2010 vedl nizozemskou mužskou reprezentaci.